# Jacqueline Koung à Bessike
Pour les articles homonymes, voir Koung.
Jacqueline Koung à Bessike est une personnalité politique camerounaise. Entre le 9 décembre 2011 et le 4 janvier 2019, elle est ministre des Domaines, du Cadastre et des Affaires foncières.

## Biographie
Elle est native de Bafia, du département du Mbam-et-Inoubou, dans la région du centre.

### Études
Elle est économiste de formation, spécialité banque et finance.

## Politique
En 1995, elle exerce la fonction de secrétaire générale du ministère du Tourisme. En 2001, Elle occupe le poste identique au ministère de l'Emploi, du Travail et de la Prévoyance sociale. En 2003, elle est affectée au ministère de la Condition féminine. Et en décembre 2007, elle exerce également la fonction de Secrétaire générale au ministère de l'Emploi et de la Formation professionnelle.
Elle est membre du parti politique au pouvoir actuellement au Cameroun: le Rassemblement démocratique du peuple camerounais (RDPC). Depuis 1996, elle occupe le poste de deuxième vice-présidente du bureau national de la section féminine du parti: Organisation des Femmes du RDPC (OFRDPC).

## Mandat ministériel
Lors du remaniement du 11 novembre 2011, elle est nommée ministre des domaines, du cadastre et des affaires foncières (mindcaf). Elle est reconduite à ce poste lors du remaniement ministériel du 2 octobre 2015.

## Distinction
- Elle est Commandeur de l'Ordre de la Valeur[1].